# Buchpreis der Wiener Wirtschaft
Der Buchpreis der Wiener Wirtschaft ist ein österreichischer Literaturpreis.

## Vergabekriterien
Der Buchpreis der Wiener Wirtschaft wird seit 2004 alle zwei Jahre durch eine Fachjury der Fachgruppe Buch- und Medienwirtschaft der Wirtschaftskammer Wien vergeben und ist mit 8000 Euro dotiert (Stand 2018). Der Preis richtet sich an Wiener Verlage sowie Wiener oder in Wien lebende Autoren, deren Werke einen Bezug zu Wien aufweisen.

## Preisträger
- 2004: Dietmar Grieser
- 2006: Manfred Deix
- 2008: Trude Marzik
- 2010: Christine Nöstlinger
- 2012: Gerhard Tötschinger
- 2014: Friederike Mayröcker
- 2016: Robert Seethaler
- 2018: Doris Knecht[3]
- 2020: Stefan Slupetzky[4]
- 2024: Daniel Wisser; Performancepreis Katja Gasser[5]
- 2025: Renate Welsh[6]